# Serotinia

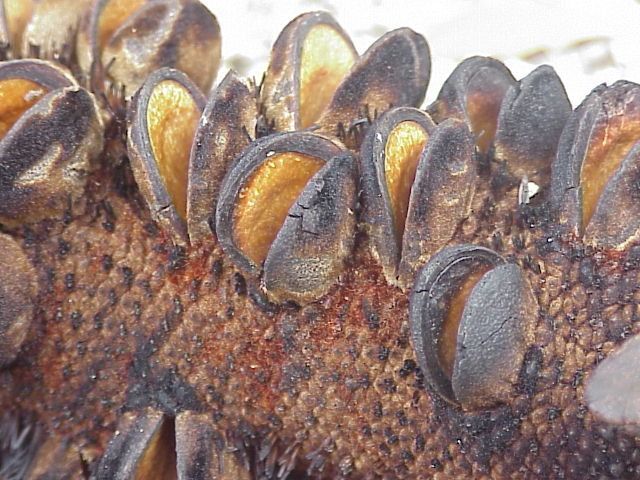
Il fuoco ha causato danni minimi alla struttura del frutto di Banksia serrata ma ha permesso l'apertura dei follicoli e il conseguente rilascio dei semi ivi contenuti.

La serotinia è un particolare adattamento ecologico sviluppato da alcuni generi di piante spermatofite che permette il rilascio dei semi solo in seguito al verificarsi di particolari condizioni ambientali piuttosto che al raggiungimento della maturazione da parte del seme stesso. Il tipo di serotinia più comune e studiato è quello mediato dal fuoco e il termine stesso è spesso utilizzato per indicare questo caso specifico. Il termine è utilizzato in generale per indicare il rilascio dei semi, da parte delle piante, per un lungo periodo di tempo (a prescindere dal fatto che questo rilascio sia spontaneo o no); in tal caso il termine sinonimo è bradisporia.

## Tipi di serotinia
Alcuni fattori ambientali scatenanti sono:
- la morte della pianta o di una sua branca (questa forma di serotinia è definita necroscenza);
- l'umidità (igroscenza);
- il riscaldamento da parte del sole (soliscenza);
- le condizioni atmosferiche asciutte (xeriscenza);
- il fuoco (piroscenza);
- il fuoco seguito dall'umidità (piroidroscenza).

Il pino d'Aleppo (Pinus halepensis), per esempio, presenta una spiccata serotinia mediata dal fuoco mentre reagisce debolmente alle condizioni atmosferiche asciutte. Ugualmente avviene per alcune specie del genere Banksia, che presentano un'elevata serotinia dipendente dal fuoco benché il rilascio dei semi possa avvenire anche in seguito alla morte della pianta o di una sua branca.
Il livello di serotinia può manifestarsi in vari gradi. Le piante che trattengono i loro semi per un tempo indeterminato, fino al manifestarsi di un evento che ne determini il rilascio vengono definite fortemente serotiniche. Quelle piante che, invece, rilasciano una parte dei semi anche in assenza di un evento scatenante vengono definite moderatamente serotiniche. Infine, le piante che rilasciano spontaneamente i loro semi, dopo un breve periodo in cui i semi stessi sono trattenuti dalla pianta, ma che, grazie ad un evento scatenante, il rilascio può avvenire prima, vengono definite non serotiniche o serotiniche facoltative.

## Serotinia mediata dal fuoco
Nell'emisfero australe la serotinia mediata dal fuoco è presente nelle angiosperme adattate agli habitat percorsi dagli incendi dell'Australia e del Sudafrica. Il fenomeno è molto comune nella famiglia delle Proteaceae ma lo si ritrova anche in altri generi come Eucalyptus (Myrtaceae) ed Erica (Ericaceae). Nell'emisfero boreale è presente in alcune famiglie delle gimnosperme, tra le quali si citano generi come Pinus, Cupressus, Picea e Sequoiadendron.
La chiave dell'adattamento alla serotinia indotta dal fuoco è lo strobilo delle conifere o la frutta legnosa, che forniscono ai semi un certo grado di protezione dal calore sviluppato dalle fiamme, insieme ad un meccanismo attraverso il quale il passaggio di un incendio può innescare il rilascio dei semi stessi. Questo particolare meccanismo di rilascio è generalmente rappresentato da una resina che sigilla il frutto o tiene chiuso lo strobilo ma che si scioglie quando è sottoposta al calore permettendo l'apertura delle strutture contenitive del seme.
La serotinia può essere intesa come un adattamento ad un ambiente in cui gli incendi sono un evento regolare e il contesto successivo all'incendio offre alle plantule maggiori tassi di germinazione e sopravvivenza. In Australia, per esempio, la serotinia mediata dal fuoco si verifica in aree le cui caratteristiche ambientali non solo permettono lo sviluppo regolare degli incendi, ma sono anche in possesso di suoli oligotrofici e una stagione con clima secco. Questo insieme di caratteristiche si traduce in una forte concorrenza delle specie vegetali per le sostanze nutritive e per l'acqua, con un conseguente tasso di sopravvivenza per le nuove piantine molto basso. Il passaggio del fuoco, tuttavia, riduce la concorrenza ripulendo il sottobosco e lasciando uno strato di cenere che aumenta, anche se temporaneamente, il livello di nutrienti nel suolo e quindi il tasso di sopravvivenza delle piantine risulta notevolmente maggiore. Pressioni analoghe si verificano nei boschi di conifere dell'emisfero boreale, ma in questo caso vi è il rilascio di sostanze allelopatiche dalla lettiera di foglie, che riduce notevolmente la germinazione dei semi. Il passaggio di un incendio distrugge la lettiera, eliminando questo ostacolo alla germinazione.